# Calycomyza jucunda
Calycomyza jucunda este o specie de muște din genul Calycomyza, familia Agromyzidae, descrisă de Wulp în anul 1867. Conform Catalogue of Life specia Calycomyza jucunda nu are subspecii cunoscute.